# Floyd Council
Floyd Council (Chapel Hill, 2 september 1911 – Sanford, 9 mei 1976) was een Amerikaans bluesmuzikant. 
Council begon zijn carrière in de straten van Chapel Hill in de jaren twintig, met zijn broers Leo en Thomas. 
Volgens een interview uit 1969 nam Council in totaal 27 nummers op, waarvan zeven als achtergrondzanger voor Blind Boy Fuller.
In de jaren 60 werd Council getroffen door een beroerte, wat onder andere leidde tot een gedeeltelijke verlamming van de spieren in zijn keel, en zijn motoriek beperkte. Later verhuisde hij naar Sanford in North Carolina, waar hij in 1976 overleed na een hartaanval.

## Discografie
Er zijn geen platen waarop exclusief werk van Council staat. Op de verzamel-cd "Carolina Blues" zijn echter zes opnames van hem opgenomen. De serie "Complete Recorded Works" met Blind Boy Fullers werk bevat veel nummers waarop Council gitaar speelt.

## Trivia
- Toen Syd Barrett in 1965 een nieuwe naam moest verzinnen voor zijn band, koos hij voor The Pink Floyd Sound (later afgekort tot Pink Floyd). Barrett gebruikte hiervoor de namen van Pink Anderson en Floyd Council die hij had gevonden op de hoesnota's van een Blind Boy Fuller-elpee (Philips BBL-7512): "Pink Anderson or Floyd Council — these were a few amongst the many blues singers that were to be heard in the rolling hills of the Piedmont, or meandering with the streams through the wooded valleys".